# Гай Юлий Юл (консул 482 года до н. э.)
Гай Юлий Юл (лат. Gaius Iulius Iullus; VI—V века до н. э.) — римский политический деятель из патрицианского рода Юлиев, консул 482 года до н. э.
Коллегой Гая Юлия по консульству стал Квинт Фабий Вибулан. В течение года, по данным Тита Ливия, не произошло никаких значительных событий, только продолжалась старая борьба между плебеями и патрициями, а на границах шла малая война с эквами и вейянами. Спустя тридцать лет Гай Юлий был выбран в коллегию децемвиров с консульской властью, сформированную для написания законов (451 год до н. э.). Возможно, он стал одним из тех стариков, которых выбрали при последнем голосовании, так как они «не могли бы противодействовать чужим решениям». Во время второй сецессии плебеев Гай Юлий стал одним из трёх послов, отправленных сенатом к той части войска, которая заняла Авентин.
Учитывая генеалогические данные в Капитолийских фастах, Гай Юлий мог быть сыном консула 489 года до н. э. того же имени, хотя семь лет для этого слишком маленький интервал (в отличие от 31 года между консулатом и децемвиратом одного человека). Антиковеды уверены в том, что сюжет об участии Юла в работе коллегии децемвиров неисторичен и что он был выдуман на первом этапе формирования исторической традиции о Ранней Республике.